# Sombrero

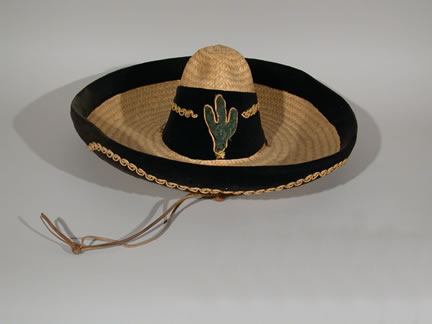
O pălărie bărbătească

Cuvântul sombrero se referă, de obicei, la un tip de pălărie originară din Mexic. Cuvântul sombrero este împrumutat din limba spaniolă, unde termenul este folosit pentru orice pălărie cu bor. El provine de la cuvântul spaniol sombra, care înseamnă umbră. Vorbitorii de spaniolă din afara Mexicului o numesc "pălărie mexicană" (sombrero mexicano).
De obicei, Sombrero-urile au o calotă înaltă și un bor foarte întins care poate fi puțin îndoit folosită pentru a se proteja de soarele fierbinte mexican. Pălăriile țăranilor sunt, de obicei, făcute din paie, în timp ce spaniolii mai bogați poartă pălării făcute din pâslă. Este destul de rar în peisajele urbane, făcând excepție doar ca parte a unui costum popular.
Pălăriile Sombrero pot avea multe modele și culori, de asemenea ele au o mica sfoară care țin pălăria pe cap. Ele au fost create atât de largi pentru a oferi protecție maximă împotriva climatului cald al Mexicului: ele sunt destul de mari pentru a umbri complet capul, gâtul și umerii purtătorului. Ele au, de obicei, culori deschise.